# ARRT

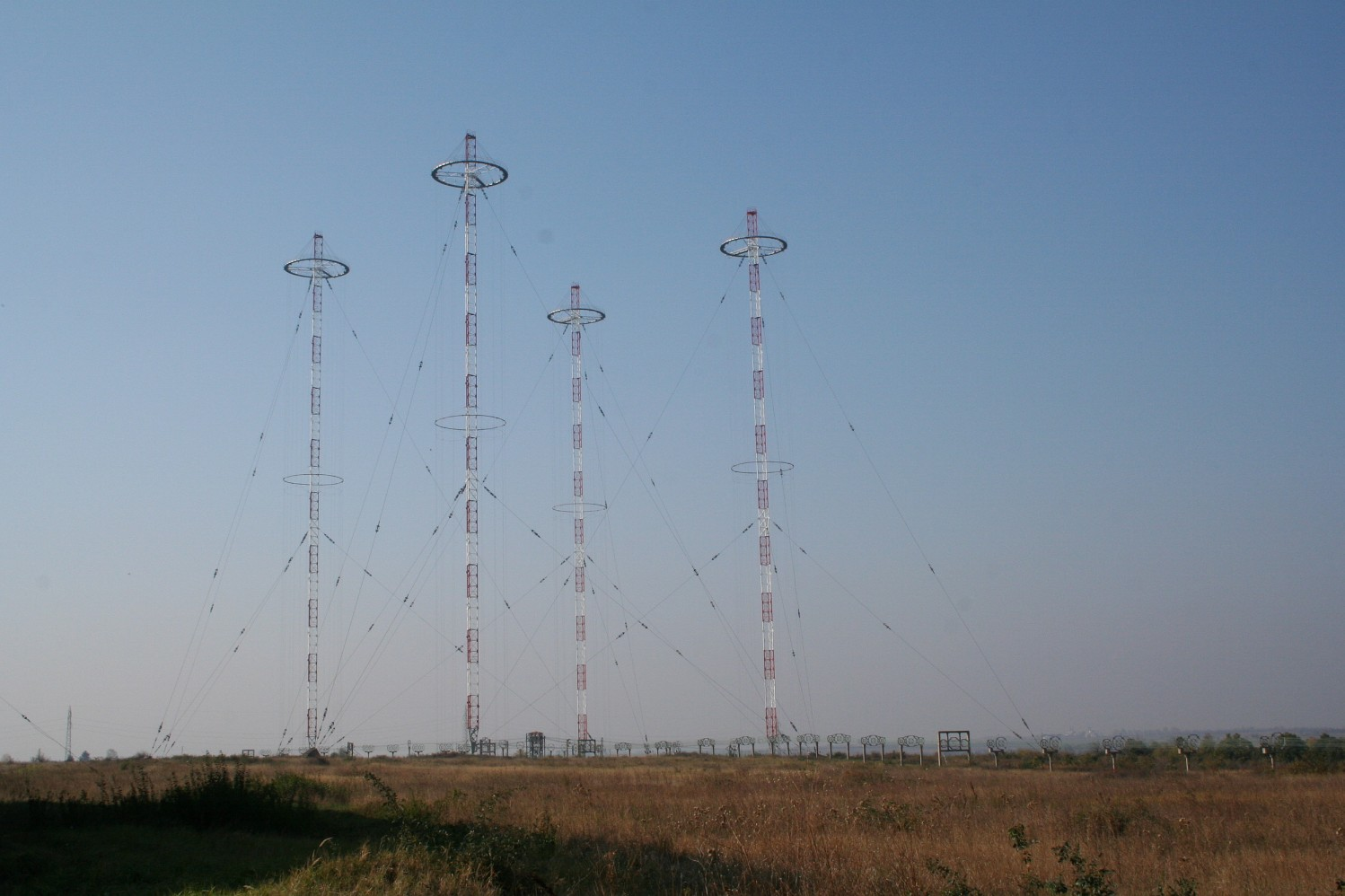
Mittelwellen-Antenne in Widin, Bulgarien (ARRT-Typ)

ARRT (von russisch антенна с регулируемым распределением тока, deutsch Antenne mit einstellbarer Stromverteilung) ist eine Antennenbauform einer Reusenantenne. Sie besteht aus einem selbststrahlenden Sendemast mit darum befindlicher, gespeister Reuse.
Der Antennentyp wird bei Großsenderanlagen für Langwelle und Mittelwelle angewendet, vor allem in Russland, Bulgarien und Albanien. Auch der Mittelwellensender Burg besaß eine solche Antenne.
Eine ARRT-Antenne besteht aus einer vertikalen Reuse, die koaxial um einen geerdeten oder gegen Erde isolierten Sendemast montiert ist welcher zugleich als tragende Element dient. Bei elektrisch isolierten Sendemast können die Reuse und der Mast individuell gespeist werden, was zum Aufbau einer wirksamen schwundmindernden Antenne genutzt werden kann.